# L'ultima Salomè
L'ultima Salomè (Salome's Last Dance) è un film del 1988 diretto da Ken Russell.
Il soggetto è ispirato all'opera teatrale Salomè di Oscar Wilde. Traendo spunto da una improvvisata rappresentazione di quest'opera, il film tratta la biografia del celebre commediografo.

## Trama
Nel 1892, nella Londra vittoriana, la rappresentazione dell'opera venne proibita, ma un amico di Oscar Wilde, tenutario di un lussuoso bordello, organizza all'interno del locale una speciale "prima" in presenza dello scrittore, con la famosa attrice Lady Alice e altri attori improvvisati.